# Parque nacional Bahía de Loreto
El parque nacional Bahía de Loreto es un área natural protegida de México, con el carácter de Parque Nacional, cuyo espacio designado como tal se encuentra conformado por la bahía de Loreto, en aguas correspondientes al Golfo de California y a su vez que son parte del estado de Baja California Sur. 
Este lugar es de gran importancia en la región ya que, según el Programa de Manejo del área Natural Protegida con el carácter de Parque Nacional Bahía de Loreto, se han registrado en el área que conforma al parque nacional un total de 30 especies de mamíferos marinos de los cuales algunos son sujetos a protección especial; siendo, el 6
5% de éstas especies que se presentan en las costas de México, lo que coloca a esta área designada como Parque Nacional como la que presenta mayor cantidad de mamíferos marinos a nivel nacional.
Este parque nacional es uno de los más visitados del país, hasta el lugar acuden numerosos visitantes tanto nacionales como extranjeros para observar la gran diversidad de fauna del lugar, entre las que destaca la observación de los mamíferos marinos como los delfines, lobos marinos y la mantarraya; siendo el principal espectáculo de observación el que se presenta en los meses de invierno, que es la migración anual de las ballenas azules, que escogen las cálidas aguas del Golfo de California para su reproducción. También es conocido por que se practican numerosas actividades turísticas como el canotaje, remo, kayak, buceo y pesca deportiva, entre otras.
Este sitio es conocido también por el poblado próximo de Loreto, sitio en donde fuera fundada la primera capital de las Californias y una de las misiones fundadas por los jesuitas: La Misión de Nuestra Señora de Loreto Conchó. En este poblado se ubican algunos desarrollos e infraestructura turística desarrollados en forma sustentable con la región.
Tanto la zona costera y el mar, así como las islas y el mar circundante a las mismas forman parte del Área de Protección de Flora y Fauna Islas del Golfo de California.
El 2 de febrero de 2004, el parque fue declarado también como sitio Ramsar en México.

## Decreto
La creación de este parque nacional fue llevada a cabo mediante un decreto publicado en el Diario Oficial de la Federación, el cual fue publicado el 19 de julio de 1996. Cuenta actualmente con una superficie de 206,580-75-00 hectáreas. La finalidad de dicho decreto es la de proteger y restaurar las condiciones ambientales del lugar para procurar el desarrollo sustentable del mismo, y de igual manera conseguir la correcta planeación del aprovechamiento de los recursos naturales que contiene.
Otro de los puntos que el anterior decreto consideró para la creación del parque nacional, es que las costas del área que lo conforman representan un tipo particular de hábitat en donde concurren procesos ecológicos, comunidades biológicas y características fisiográficas particulares; lo cual le confiere una relevancia nacional. De igual forma las islas que se encuentran en la bahía de Loreto poseen numerosas especies endémicas de gran valor para la conservación del equilibrio de los ecosistemas.

## Aspectos físicos

### Ubicación
La zona que conforma este parque nacional corresponde a la bahía e islas que corresponden al Municipio de Loreto, el cual a su vez pertenece al estado mexicano de Baja California Sur. Tanto la mencionada bahía como las islas se ubican en la parte media del Golfo de California.
Para acceder al lugar se puede llegar por vía terrestres desde el poblado de Loreto, el más cercano a la zona y el cual cuenta con un aeropuerto internacional. En el caso del acceso vía terrestre, se puede realizar desde el norte pasando el poblado de Mulegé, o desde el sur a 4 horas de la ciudad de La Paz, siguiendo la Carretera Transpeninsular. 
El acceso por vía marítima, se realiza principalmente en el puerto público "La Dársena", ubicado en el malecón de la localidad de Loreto. O en el puerto privado dePuerto Escondido que es en donde anclan los barcos turísticos o privados de altura.

### Orografía
La orografía de la zona está conformada por lomeríos, laderas, planicies, cauces de arroyos, cañadas y cañones los cuales conforman el límite de su parte Oriental en la cadena montañosa denominada la Sierra de la Giganta. El relieve en las islas no posé elevaciones de importante altura.
Tanto en la zona de la costa y partes bajas así como en las cinco islas principales que son las islas Coronados, Danzante, Del Carmen, Montserrat, Santa Catalina, así también como en algunos islotes, los suelos en esta parte del parque son de tipo volcánico; y en las costas e islas y partes bajas los efectos del clima impiden la generación de suelos fértiles.

### Hidrografía
Debido a que se presentan pocas lluvias, generalmente en los meses de verano, no se registran acumulaciones importantes; por lo anterior los pocos arroyos que hay en la zona solo se forman en dicha temporada.
Esas son algunos problemas que enfrenta.

### Clima
El clima que se presenta en el lugar es seco semiárido con pocas lluvias en verano, y tiene una temperatura anual promedio de 23 °C.

## Flora y fauna
De acuerdo al Sistema Nacional de Información sobre Biodiversidad de la Comisión Nacional para el Conocimiento y Uso de la Biodiversidad (CONABIO) en el Parque Nacional Bahía de Loreto habitan más de 1,300 especies de plantas y animales de las cuales 80 se encuentran dentro de alguna categoría de riesgo de la Norma Oficial Mexicana NOM-059  y 18 son exóticas,

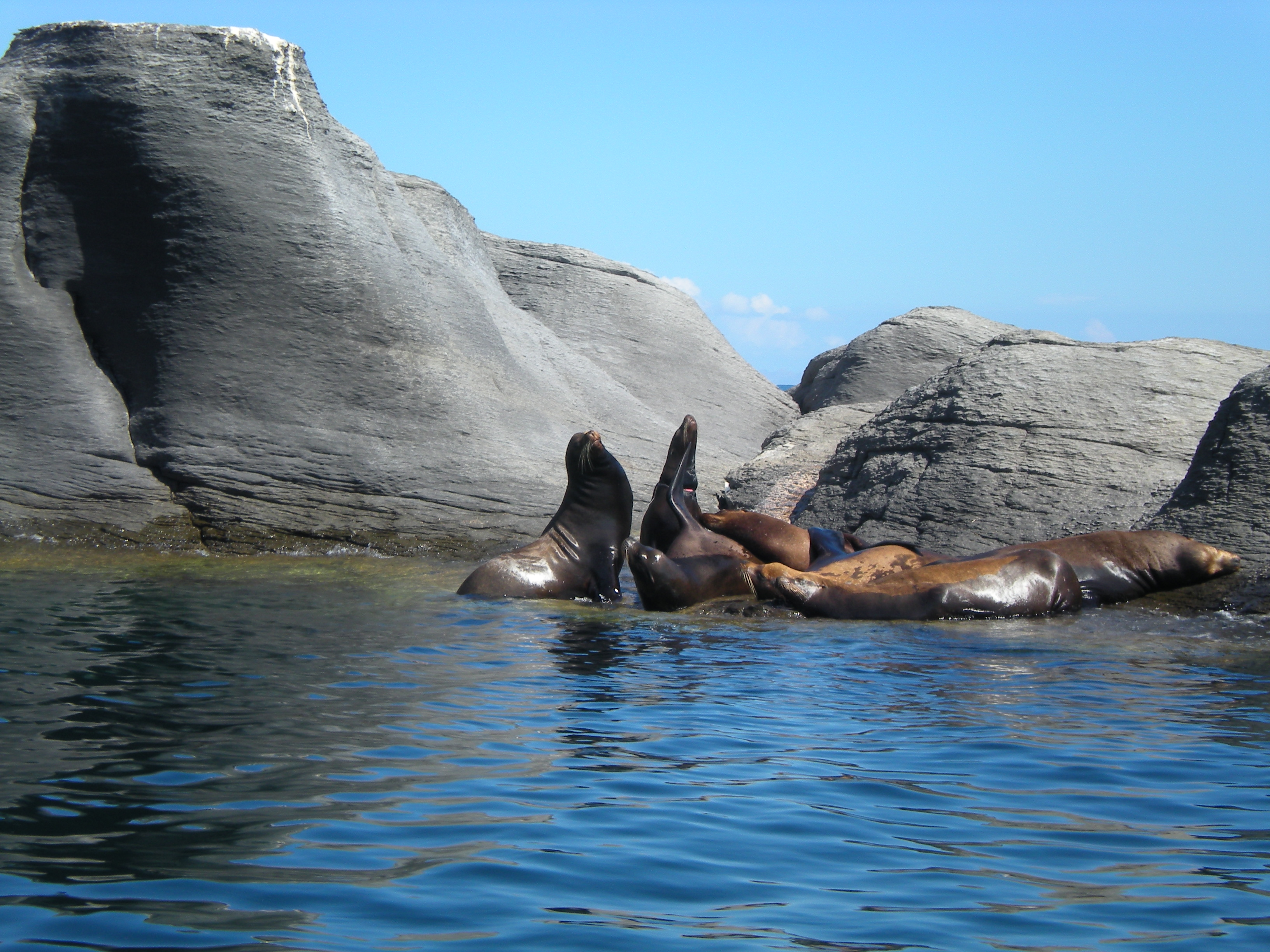
Leones marinos en la isla Coronado.

Dada la importancia de clasificar las especies de flora y fauna que se ubican dentro de los límites de este parque, en total se han registrado 30 especies de mamíferos marinos, siendo de éstas solo 9 especies las cuales son sujetas a protección especial, y solo una se considera bajo clasificación de "amenazada"; lo anterior de acuerdo al criterio de la Norma Oficial Mexicana.
Las islas que se encuentran cercanas a la bahía de Loreto contienen numerosas especies endémicas que son de suma importancia en las conservación de los ecosistemas presentes en las mismas.

### Flora
En la zona de la bahía crecen matorrales y cactáceas, plantas eró filas características de clima seco. En cuanto a la zona marina de la bahía, las plantas aumentan en variedad y cantidad por su cercanía al mar. Tanto en las playas como en los salitrales, esteros, marismas y manglares, se han registrado 262 tipos de plantas siendo marcada la presencia de los característicos mangles, de entre cuyas especies son común en la zona el dulce, negro, rojo y blanco, los tres últimos bajo protección especial del gobierno.

### Fauna
Como ya se hizo mención la importancia de este parque radica en el buen número de especies de mamíferos y fauna marina que le habita y que tienen importante relación con el equilibrio y sustento de los ecosistemas presentes. Dentro de la fauna variada presente en las extensiones del parque se ubican los mamíferos, reptiles, anfibios e insectos, de los cuales se presentan marcados endemismos. 
En la zona costera, se pueden observar aves, como las gaviotas de patas amarillas, el pelícano café, el águila pescadora, el pájaro bobo y algunas especies de menor tamaño destacando moluscos, mamíferos, anfibios, reptiles e insectos.
Las especies de mamíferos marinos que comunes se conforman por las comunidades de lobos marinos que generalmente se observan descansando en las islas, así como los delfines, mantarrayas, rayas, tiburones, tortugas y las ballenas.
El la zona que corresponde a la parte marina, abunda los crustáceos como la langosta, camarones, jaibas y los cangrejos. Hay gran variedad de moluscos.
La zona cuenta con gran variedad de peces, tanto para el consumo local como los que se ocupan para fines de ornato. Las especies que destacan son el pargo, la cabrilla, la mojarra, el mero, atún y dorado así como las mantarrayas.

## Atractivos del lugar
Siendo este parque nacional considerado de importancia y como un atractivo turístico de la región (se ubica en la franja que corresponde a un programa de desarrollo sustentable de la zona) sólo queda permitido que se realicen las actividades enfocadas a la preservación de los ecosistemas acuáticos y terrestres,  la investigación y clasificación de los mismos las cuales también son orientadas al aprovechamiento de los recursos que posé.
El avistamiento de ballenas es la práctica más común en la zona en las meses de invierno, que es cuando comienzan a llegar al destino final de su migración, aunque también se pueden practicar otras actividades como son el remo, el buceo, el kayak, y el canotaje, así como la pesca de índole deportiva. En los desarrollos cercanos al lugar y en el poblado de Loreto se ofrecen estos servicios así como el recorrido turístico por la zona.